# 北橘村
北橘村（きたたちばなむら）は、群馬県の中央部、勢多郡に存在していた人口約1万の村である。
赤城山南西麓に位置し、村の西を流れる利根川を挟み渋川市と相対する。村の最南部の利根川沿いを国道17号（現・国道291号）が走る。また、最北部には国道353号が通り、共に橋が架けられ渋川市へと通じる。
1889年に当初、南勢多郡北橘村として発足し、1896年に南勢多郡は東群馬郡とともに勢多郡と改められた。2006年2月20日に渋川市、北群馬郡伊香保町、小野上村、子持村、勢多郡赤城村とともに新設合併し、消滅した。
村名としての「北橘」は、「きたたちばな」と読むが、しばしば「ほっきつ」の読みが使われた。この地名は、明治時代の末に「橘山」（現在の前橋市北西にある小山）を境として橘村を南北をそれぞれ「北橘村」、「南橘村」としたことに始まる（南橘村は、1954年に前橋市に編入されている）。2006年2月20日に市町村合併により渋川市となり、北橘村地域は北橘町（ほっきつまち）として残る。

## 歴史

### 沿革
- 1889年（明治22年）4月1日 - 町村制施行に伴い南勢多郡北橘村が成立[1]。
- 1896年（明治29年）4月1日 - 南勢多郡が東群馬郡と統合され勢多郡となる。
- 2006年（平成18年）2月20日 - 渋川市、北群馬郡伊香保町、小野上村、子持村、勢多郡赤城村と合併し、新たな渋川市となる。

## 経済

### 産業
農業
『大日本篤農家名鑑』によれば北橘村の篤農家は、「今井善兵衛、小林清三」などである。

## 行政
- 村長：木村栄一

### 歴代村長
| 代 | 氏名       | 就任         | 退任         | 生年月日         | 没年月日         | 備考                       |
| -- | ---------- | ------------ | ------------ | ---------------- | ---------------- | -------------------------- |
| 初 | 為谷伊平   | 明治22年5月  | 明治26年5月  | 天保14年3月23日  | 明治43年5月4日   |                            |
| 2  | 田中四三二 | 明治26年5月  | 明治28年4月  | 嘉永5年5月11日   | 明治36年2月2日   | 5代                        |
| 3  | 今井善兵衛 | 明治28年4月  | 明治30年3月  | 文久元年5月8日   | 大正5年3月21日   | 7代、勲八等白色桐葉章      |
| 4  | 田中恒治郎 | 明治30年4月  | 明治31年8月  | 元治元年7月8日   | 明治32年7月10日  |                            |
| 5  | 田中四三二 | 明治31年8月  | 明治34年3月  | 嘉永5年5月11日   | 明治36年2月2日   |                            |
| 6  | 森田定治郎 | 明治34年4月  | 明治38年4月  | 嘉永3年4月12日   | 大正5年10月14日  | 勲八等白色桐葉章           |
| 7  | 今井善兵衛 | 明治38年4月  | 明治42年4月  | 文久元年5月8日   | 大正5年3月21日   |                            |
| 8  | 古屋画一   | 明治44年11月 | 大正2年3月   | 嘉永5年4月16日   |                  | 官選任命による輪時代理     |
| 9  | 加藤佐平   | 大正2年3月   | 大正5年4月   | 弘化2年11月3日   |                  |                            |
| 10 | 今井徳太郎 | 大正5年5月   | 大正9年5月   | 慶応2年7月28日   | 昭和2年11月12日  |                            |
| 11 | 山口領総   | 大正9年6月   | 大正10年7月  | 安政4年9月7日    | 大正13年9月5日   | 勲八等白色桐葉章           |
| 12 | 小林清三   | 大正10年10月 | 大正14年10月 | 明治5年11月2日   | 昭和25年12月19日 |                            |
| 13 | 楯正作     | 大正14年10月 | 昭和4年10月  | 文久2年1月8日    | 昭和12年10月4日  | 勢多郡会議員               |
| 14 | 柴崎政吉   | 昭和4年10月  | 昭和8年9月   | 明治15年4月10日  | 昭和38年3月15日  |                            |
| 15 | 今井善兵衛 | 昭和8年10月  | 昭和12年11月 | 明治21年1月8日   | 昭和36年4月21日  | 善兵衛長男、16代、17代     |
| 16 | 今井善兵衛 | 昭和12年12月 | 昭和16年11月 | 明治21年1月8日   | 昭和36年4月21日  |                            |
| 17 | 今井善兵衛 | 昭和16年12月 | 昭和20年11月 | 明治21年1月8日   | 昭和36年4月21日  |                            |
| 18 | 楯紋弥     | 昭和20年12月 | 昭和21年12月 | 明治14年10月15日 | 昭和40年11月2日  | 正作長男、勲八等           |
| 19 | 井上義雄   | 昭和22年4月  | 昭和26年4月  | 明治30年5月7日   | 昭和50年3月7日   |                            |
| 19 | 井上義雄   | 昭和26年4月  | 昭和28年9月  | 明治30年5月7日   | 昭和50年3月7日   | 辞職                       |
| 20 | 飯田与兵衛 | 昭和28年10月 | 昭和32年10月 | 明治20年11月17日 | 昭和37年8月3日   |                            |
| 21 | 都丸三代次 | 昭和32年10月 | 昭和36年10月 | 明治36年7月12日  | 昭和40年6月27日  |                            |
| 22 | 藤木正益   | 昭和36年10月 | 昭和40年10月 | 明治32年10月12日 |                  | 勲八等白色桐葉章、紺綬褒章 |
| 23 | 玉田義雄   | 昭和40年10月 | 昭和44年10月 | 明治32年2月10日  |                  | 勲五等、紺綬褒章           |
| 24 | 小林鶴太郎 | 昭和44年10月 | 昭和48年10月 | 明治35年11月20日 |                  | 紺綬褒章                   |
| 25 | 石田利治   | 昭和48年10月 |              | 大正15年7月30日  |                  |                            |

## 地域

### 村内の大字
- 上南室
- 上小室
- 上箱田
- 下南室
- 下小室
- 下箱田
- 八崎
- 分郷八崎
- 小室
- 真壁
- 箱田
- 赤城山

### 教育
- 北橘村立橘小学校
- 北橘村立橘北小学校
- 北橘村立北橘（ほっきつ）中学校

## 交通
村内を上越線と関越自動車道が通過する（いずれも素通り）。
- 村内を通る一般国道: 17号、353号（県道津久田停車場前橋線、下久屋渋川線重複）
- 村内の群馬県道（名称は合併前のもの）
  - 群馬県道34号渋川大胡線
  - 群馬県道156号分郷八崎寄居線
  - 群馬県道159号持柏木寄居線
  - 群馬県道160号下箱田下河原線
- その他の道路
  - 「国体道路」
- 橋
  - 坂東橋
  - 大正橋

## 出身・ゆかりのある人物

### 出身者
- 今井善兵衛 - 群馬銀行取締役、群馬県多額納税者、農業
- 今井善一郎 - 民俗学研究家、県文化財専門委員、『北橘村誌』編集委員長
- 都丸十九一 - 民俗学研究家、北橘中学校長、県文化財専門委員

### ゆかりのある人物
- 木曾義長（葦原検校）- 江戸幕府の奥医師
- 楳本法神 - 法神流剣法家

## 名所・旧跡・観光スポット

### 施設
- 渋川市北橘行政センター
- 北橘歴史資料館
- 佐久発電所
- Komorebiテラスばんどうのゆ

### 史跡
- 箱田城址 - 渋川市指定史跡。
- 真壁城址
- ハ崎城址
- 房谷戸遺跡 - 出土土器が国の重要文化財。
- 道訓前遺跡 - 出土品が国・群馬県の重要文化財。
- 小室敷石住居跡 - 群馬県指定史跡。
- 真壁向山遺跡 - 出土出土緑釉陶器が渋川市指定重要文化財。
- 分郷八崎遺跡 - 出土深鉢形縄文土器が渋川市指定重要文化財。
- 田尻遺跡 - 出土弥生土器一式・鉄剣が渋川市指定重要文化財。
- 箱田遺跡群上原遺跡 - 出土深鉢形縄文土器渋川市指定重要文化財。
- 前中後遺跡II - 弧状列石（配石遺構）が渋川市指定史跡。
- 八幡塚古墳 - 渋川市指定史跡。出土直刀・刀装具が市指定重要文化財。
- 小室郷倉 - 市指定重要文化財。

### 神社
- 木曾三社神社
- 木曾三柱神社
- 赤城神社 (渋川市北橘町真壁)
- 赤城神社 (渋川市北橘町下南室)
- 赤城神社 (渋川市北橘町上南室)
- 赤城神社 (渋川市北橘町八崎)
- 三柱神社 (渋川市)
- 八幡宮 (渋川市北橘町八崎)
- 神明宮 (渋川市北橘町上箱田)
- 愛宕神社 (渋川市北橘町真壁)

### 寺院
- 雙玄寺
- 正善寺 (渋川市)
- 桂昌寺 (渋川市)
- 玉泉院 (渋川市)

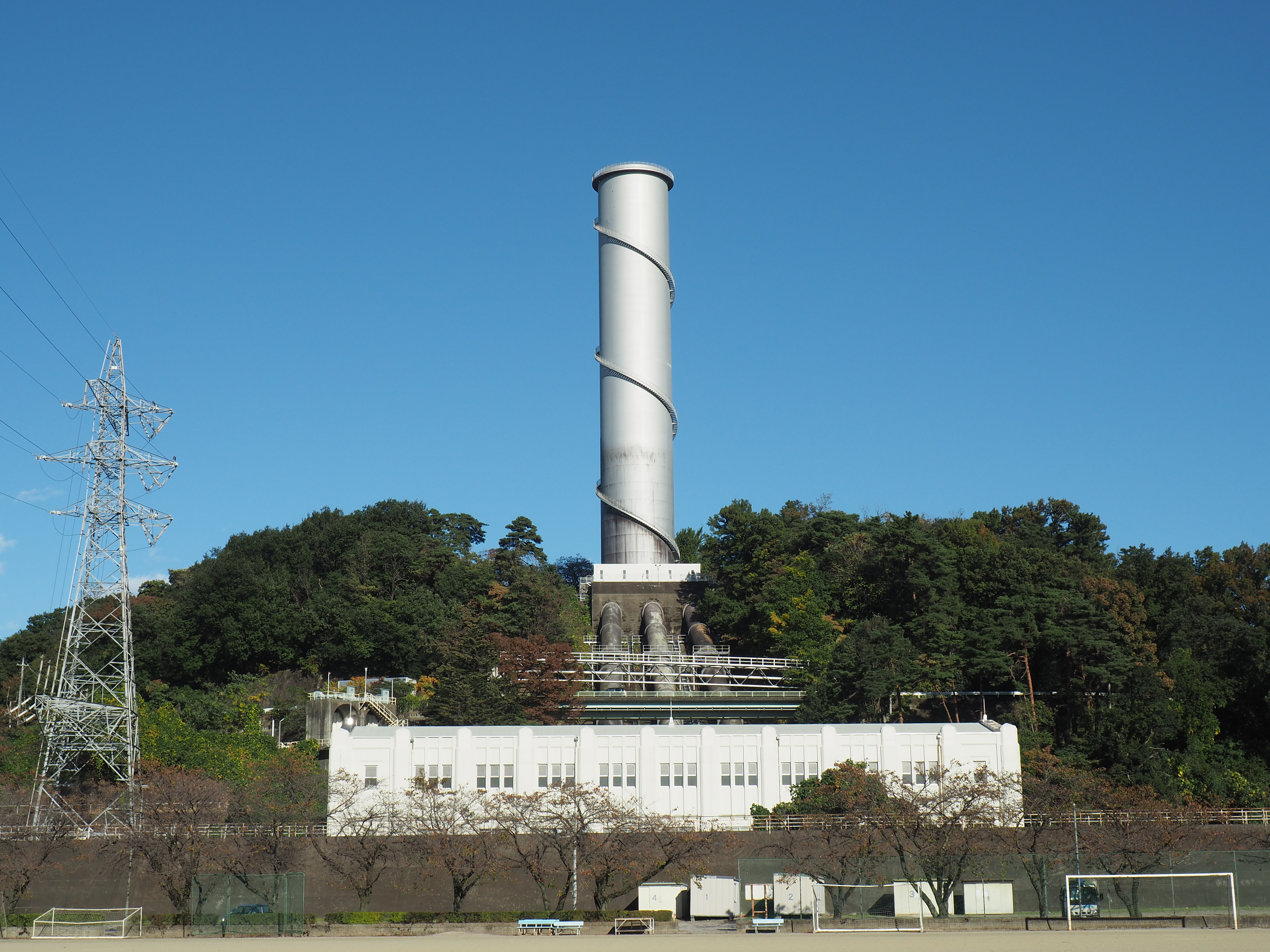
佐久発電所
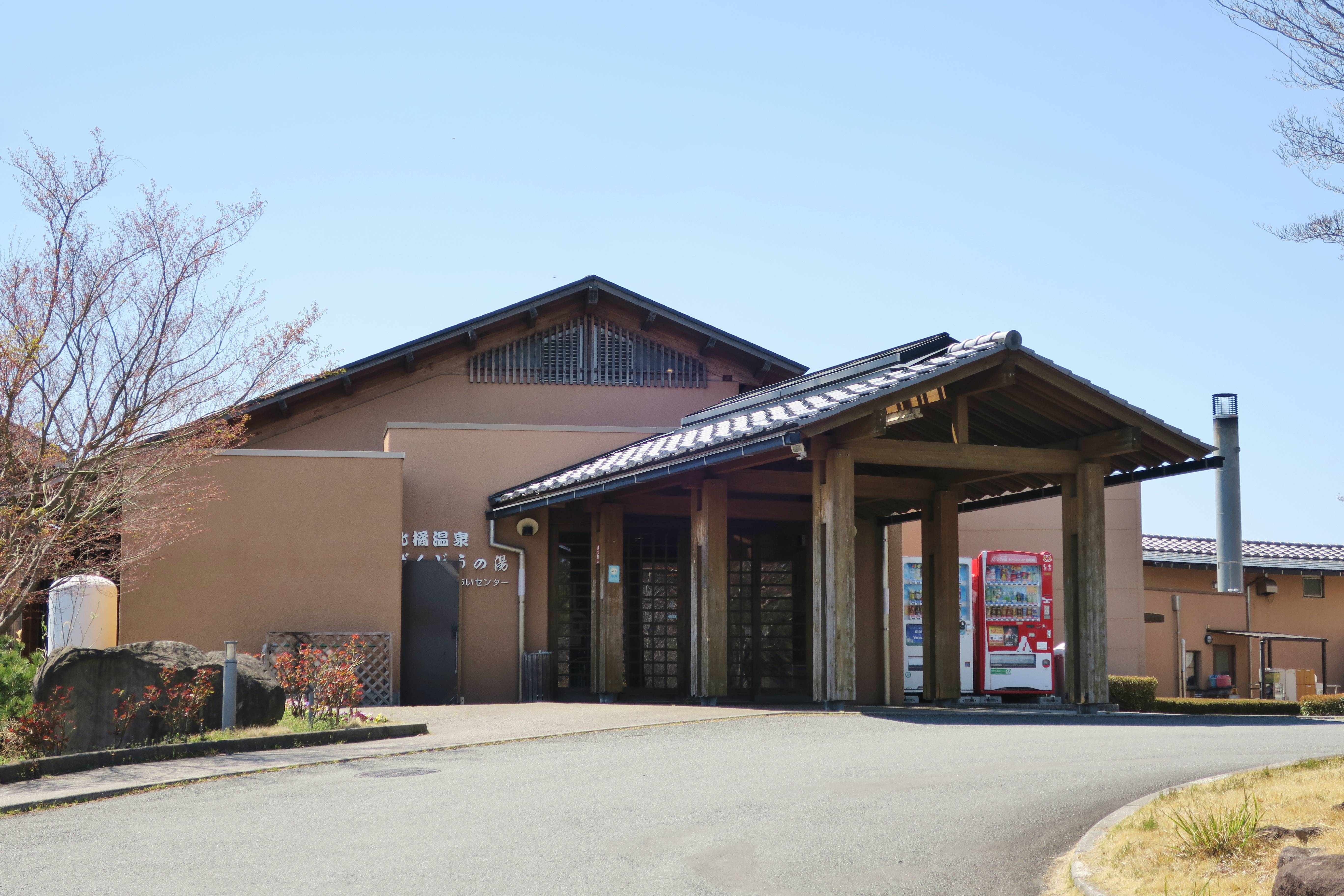
Komorebiテラスばんどうのゆ
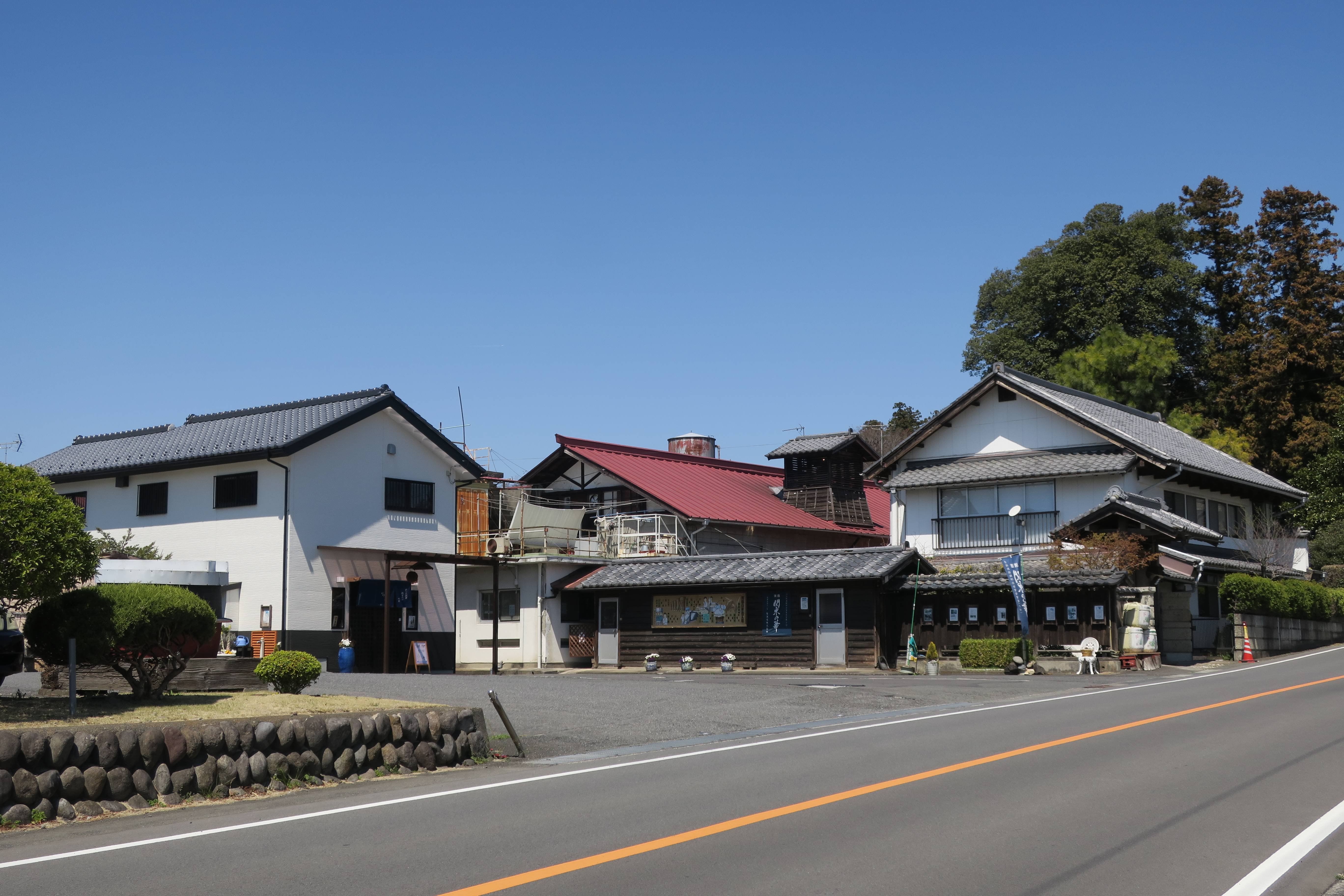
聖酒造 「関東の華」蔵元
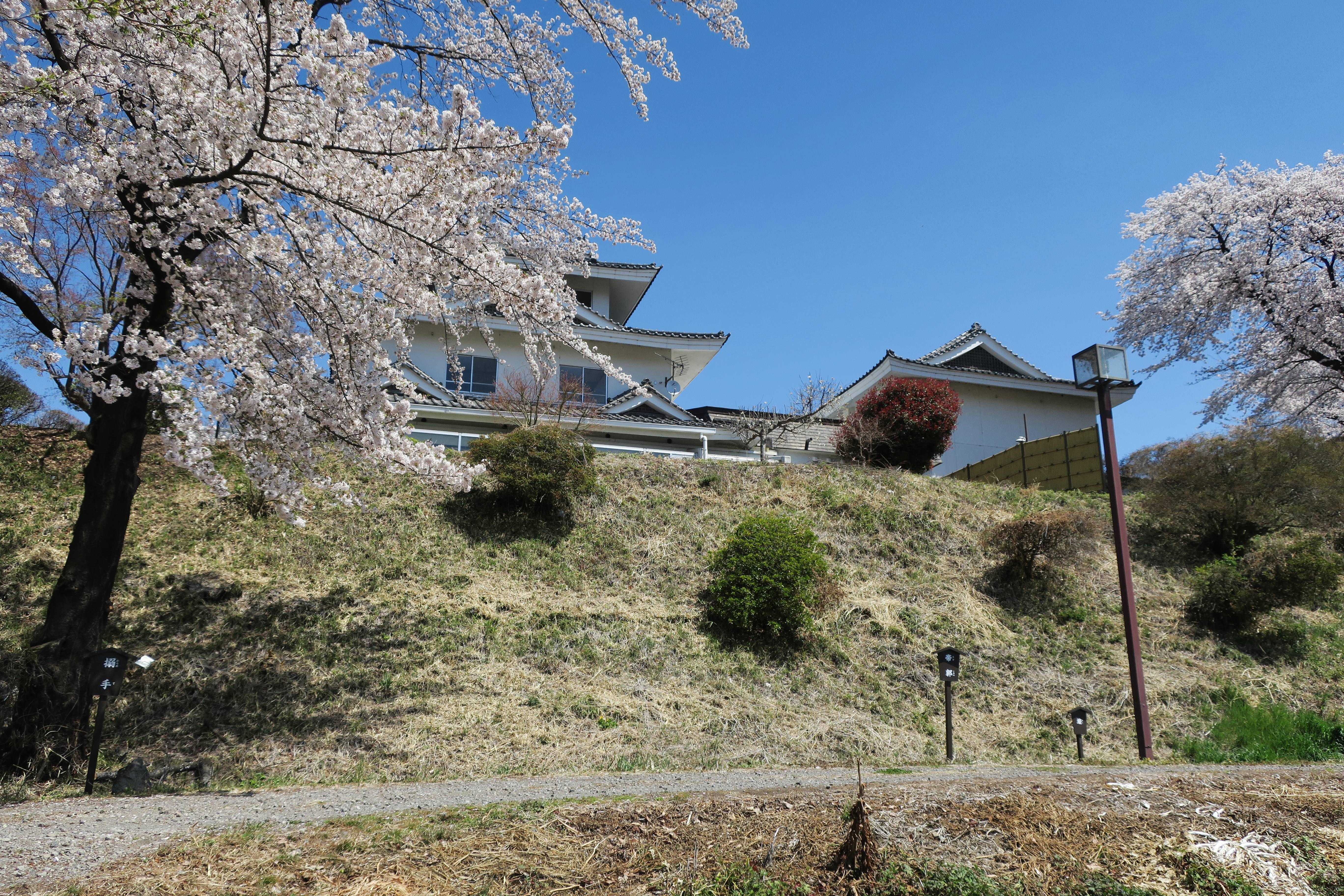
箱田城跡
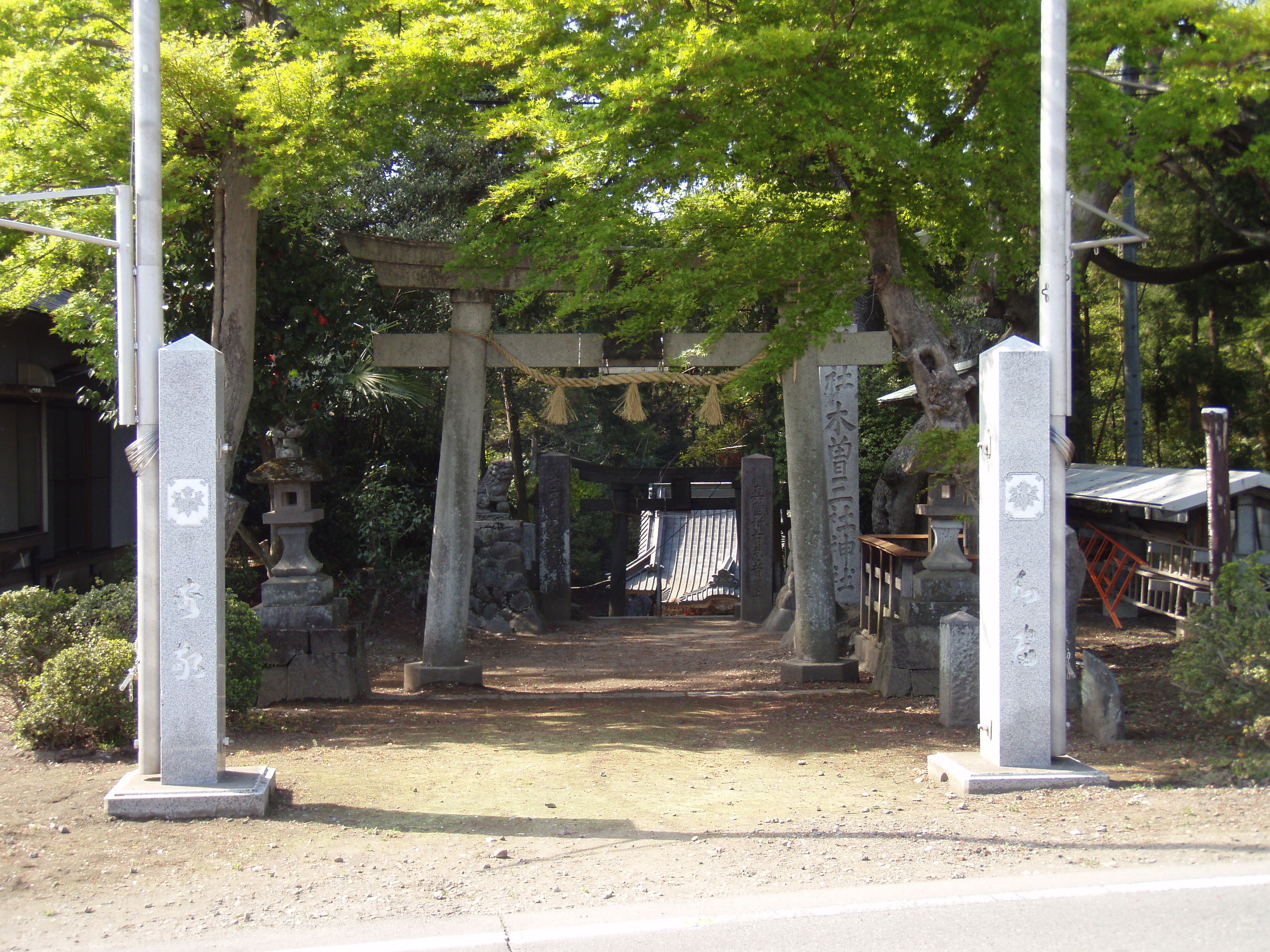
木曾三社神社
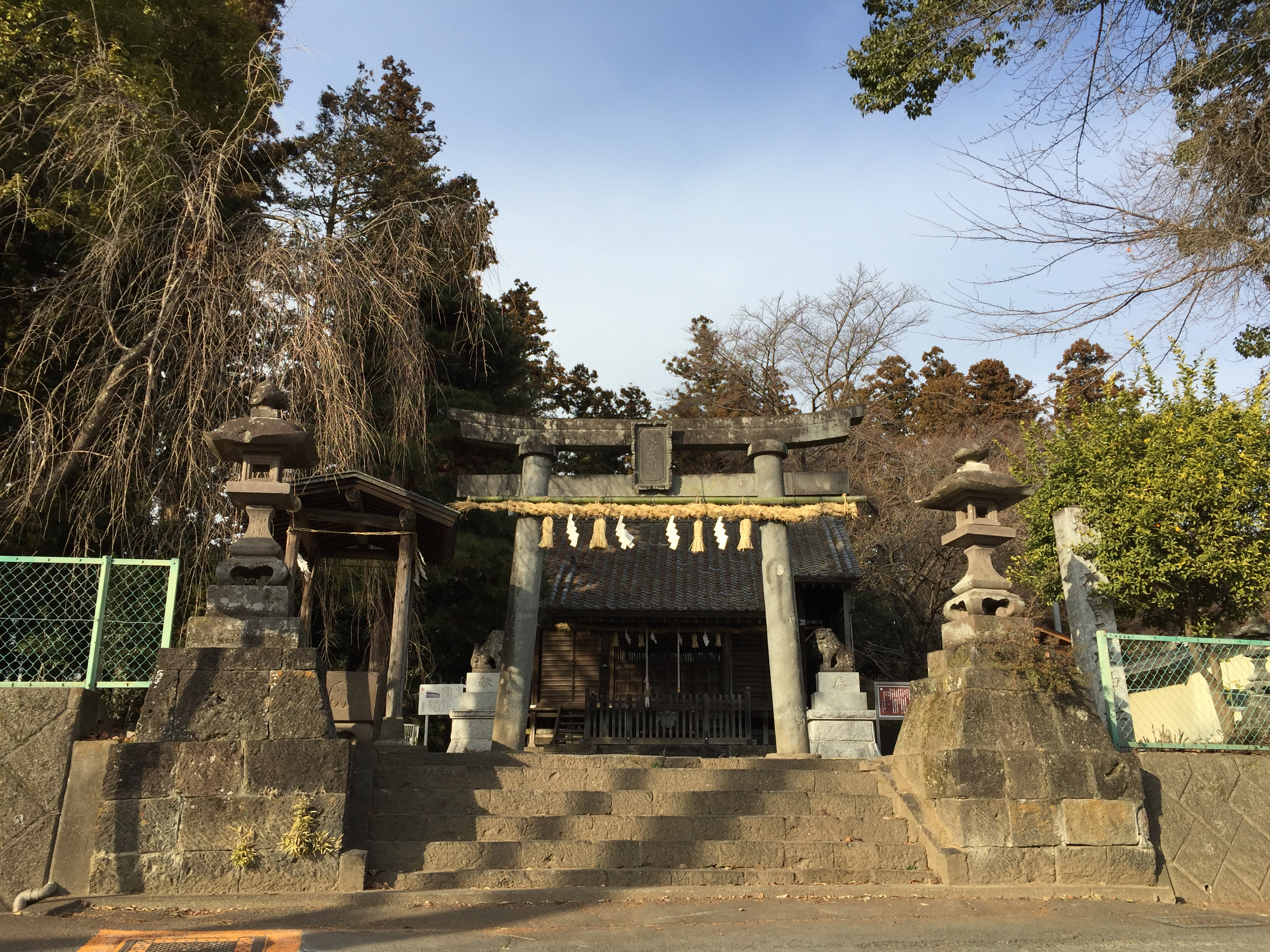
木曾三柱神社

## 関連文献
- 今井善兵衛著『更生農村 : 北橘村の実情 』日本評論社、昭和10年。
- 今井善一郎著『習俗歳時記』煥乎堂、1975年。
- 今井善一郎著『赤城の神』煥乎堂、1974年。